# IPhone 5
Pour les articles homonymes, voir iPhone (homonymie).
L'iPhone 5 est un modèle de la 6e génération d'iPhone, de la société Apple. Il succède à l'iPhone 4S et précède les modèles iPhone 5s et iPhone 5c. Il est dévoilé, lors d'une conférence de presse, le 12 septembre 2012 et officiellement le 21 septembre 2012.
C'est le premier iPhone annoncé en septembre, et lance cette tendance pour les versions suivantes. C'est également le premier iPhone entièrement développé sous la direction de Tim Cook. Sa conception est utilisée à deux reprises, avec l'iPhone 5S en 2013, et enfin avec l'iPhone SE en 2016. 
Il présente des changements par rapport à son prédécesseur comme son boîtier en aluminium, ce qui le rend plus fin et plus léger que les modèles précédents, son écran est plus grand, la puce Apple A6, la prise en charge du LTE et le connecteur lightning, compact, remplaçant le connecteur 30 broches utilisé par les modèles précédents. C'est le deuxième téléphone Apple à inclure l'appareil photo de 8 Mpx fabriqué par Sony.
2 millions de pré-commandes sont effectuées le 14 septembre 2012 et rapidement, la demande dépasse l'offre lors du lancement, le 21 septembre 2012 ce que la firme qualifie d'extraordinaire.
Si la réception est généralement positive, les utilisateurs relèvent des problèmes matériels, tels qu'une teinte violette involontaire sur les photos et le fait que le boîtier du téléphone s'érafle rapidement. L'accueil est également mitigé par la décision de la firme de passer à un nouveau connecteur, car les accessoires de l'iPhone 5 ne sont pas compatibles avec les précédentes génération de la gamme.
Apple cesse de vendre l'iPhone 5, le 10 septembre 2013 et le remplace par les iPhone 5s et 5c. La durée de production de l'iPhone est la plus courte, avec seulement 1 an, rompant l'habitude de la firme qui consiste à réduire le prix du smartphone lorsqu'un autre sort. L'iPhone X, produit pendant dix mois, de novembre 2017 à septembre 2018, et l'iPhone XS, produit pendant douze mois, de septembre 2018 à septembre 2019, mettent fin à cette tendance.

## Lancement
Les premières rumeurs sur le smartphone émergent très peu de temps après l'annonce de l'iPhone 4S, bien que des informations détaillées sont diffusées qu'à partir de juin 2012. Le 30 juillet 2012, des sources indiquent les dates de sortie du téléphone en apportant quelques hypothèses sur les composants. Le 4 septembre 2012, Apple annonce l'événement au Yerba Buena Center for the Arts de San Francisco pour le 12 septembre, faisant figurer sur les invitations l'ombre du chiffre 5, suggérant que le nouvel iPhone pourrait être présenté à cette occasion.

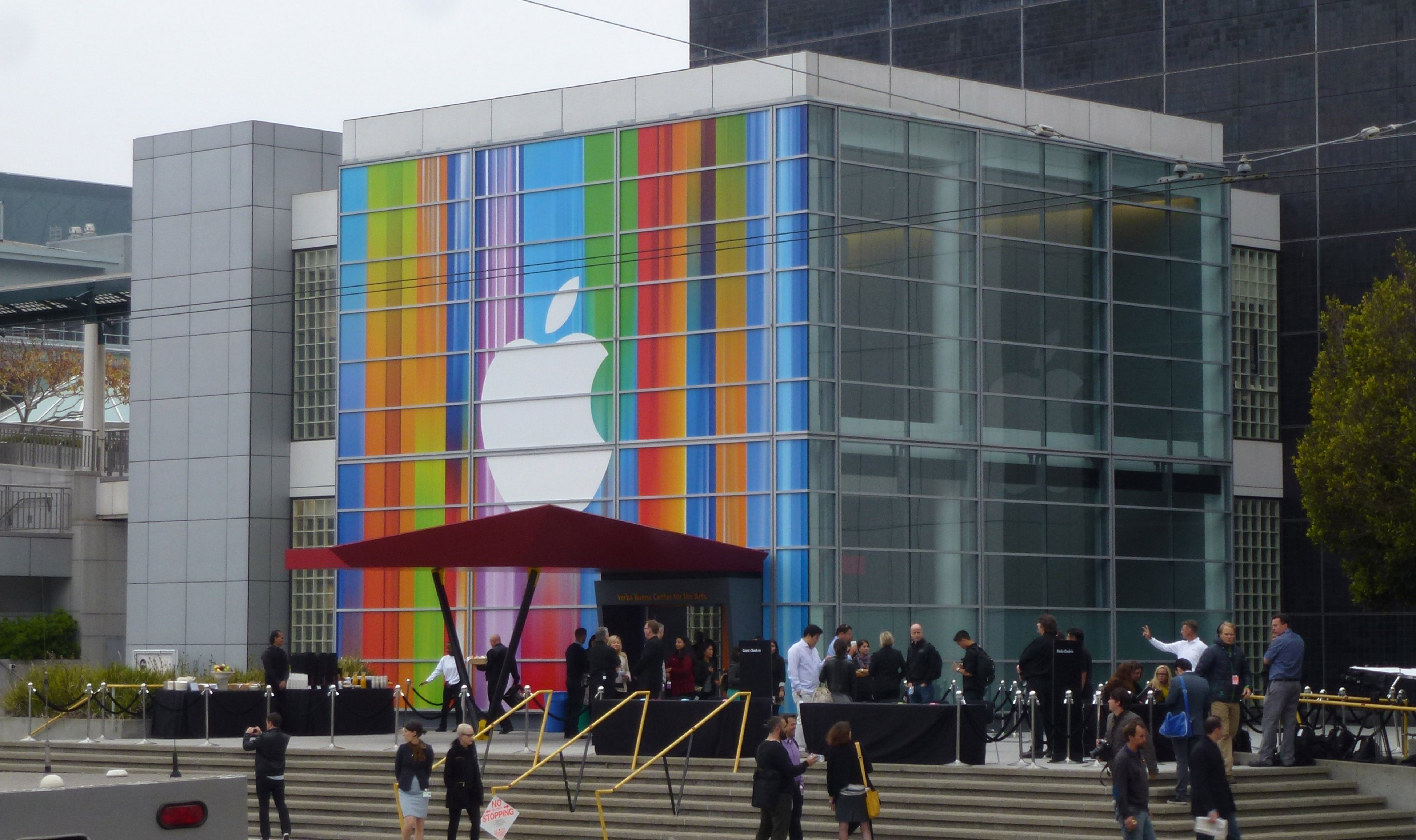
Le Yerba Buena Center for the Arts à San Francisco lors de l'annonce de l'iPhone 5 par Apple.

Durant l'événement, Apple annonce l'iPhone 5 et présente par ailleurs les nouveaux modèles de l'iPod nano et de l'iPod touch. Les précommandes sont prévues pour le 14 septembre. Plus de deux millions de précommandes sont enregistrées en 24 h, et plus de cinq millions d'unités sont vendues les trois premiers jours suivant le lancement, battant le record détenu par son prédécesseur, l'iPhone 4S,, bien que des analystes anticipent plus. Ce sont essentiellement des ruptures de stocks et des difficultés d'approvisionnement auprès des sous-traitants qui limitent les premières ventes. Le 30 novembre 2012, Apple introduit une version débloquée du smartphone dans sa boutique américaine en ligne, le modèle en 16 Go est disponible à partir de 649 $.
L'iPhone 5c partage presque le même matériel interne que l'iPhone 5 et utilise un boîtier en polycarbonate moins coûteux remplaçant le boîtier en aluminium. L'introduction de l'iPhone 5c est différente de la stratégie précédente d'Apple, où le modèle précédent d'iPhone restait en production, mais est vendu à un prix inférieur à celui du nouveau modèle.

## Fin de commercialisation
Apple cesse de le vendre, le 10 septembre 2013, après les annonces de ses successeurs les iPhone 5s et 5c. Lors de l'introduction de iOS 11, en juin 2017, l'iPhone n'est plus compatible,. Il est déclaré obsolète par Apple en novembre 2019.

## Composition

### Écran
Son écran est composé d'un écran Retina avec une définition de 1 136 × 640 pixels et un format d'image en 16/9. En diagonale, l'écran mesure 4 pouces soit 6,7 cm de hauteur contre 5,7 cm pour les modèles précédents. La densité de pixels reste la même que celle du modèle précédent, qui est de 326 pixels par pouce. Le capteur tactile, de l'entreprise Sharp, affine l'écran. La saturation des couleurs de l'écran est supérieure d'environ 44 %} par rapport à son prédécesseur. Les icônes de l'écran sont disposées en six rangées de quatre icônes chacune. Grâce à l'augmentation de la taille de l'écran, le smartphone gagne une rangée supplémentaire comparé à l'iPhone 4S.

### Appareil photo
L'iPhone conserve l'appareil photo arrière de 8 mégapixels de son prédécesseur, les capacités en cas de faible luminosité sont améliorées et permet une capture de photos 40 % plus rapide mais une teinte violette est visible à l'écran lorsqu'une source de lumière intense est présente dans la photo,. La caméra frontale, accessible via l'application FaceTime et appareil photo, a une définition inférieure à 1,2 mégapixel.

### Connectivité

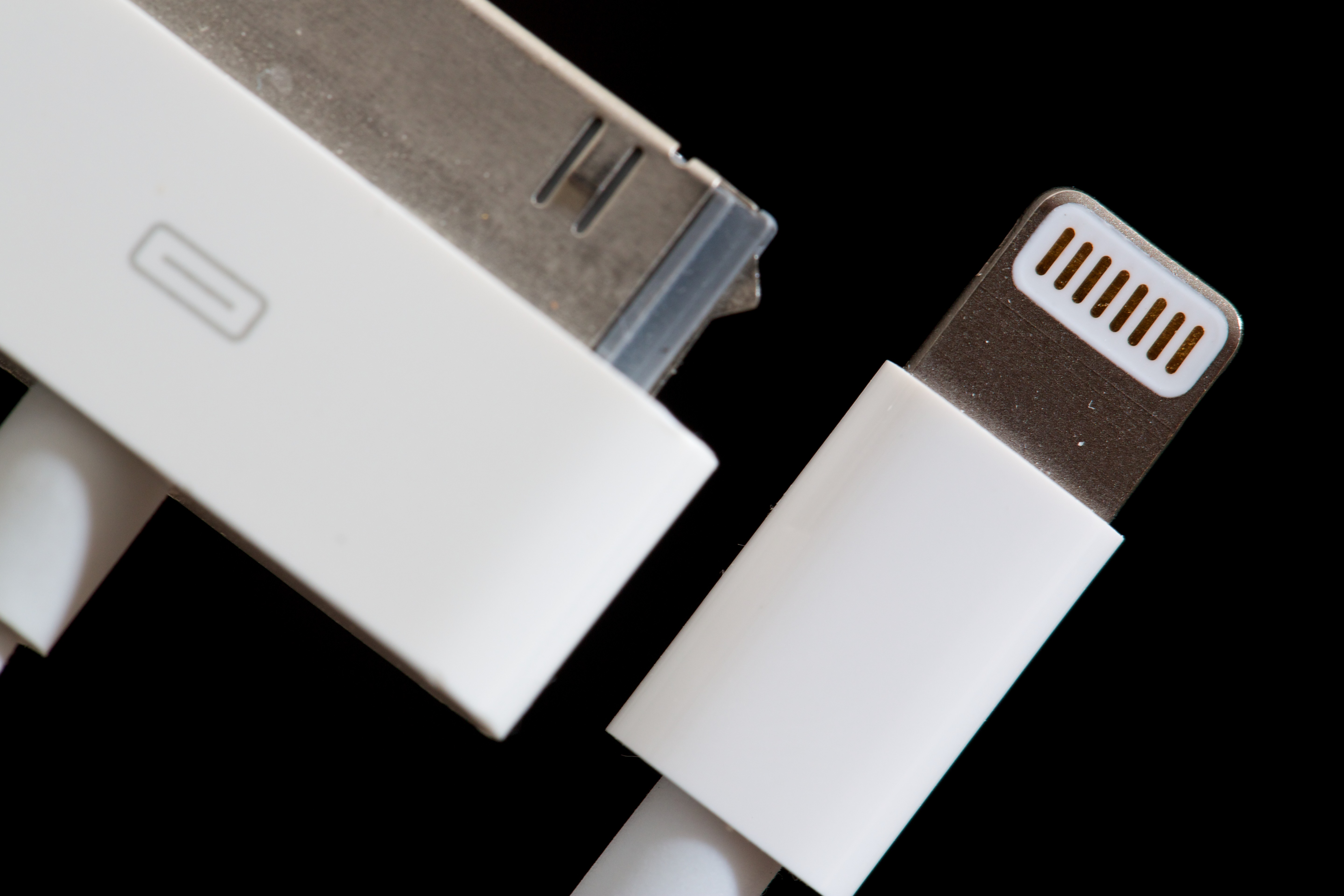
A gauche le connecteur dock 30 broches, à droite le connecteur lightning.

La batterie lithium-ion, qui a une capacité de charge de 1 440 mAh, est intégrée ; elle est évaluée à 225 heures d'autonomie en veille et 8 heures d'autonomie en utilisation. Les évaluations de la durée de la batterie menées par AnandTech concluent que la longévité de la batterie est plus courte que celle de son prédécesseur pour certaines tâches, mais dure plus longtemps que celle de l'iPhone 4.
L'iPhone 5, ainsi que l'iPod Touch (5e génération, l'iPod Nano (7e génération), l'iPad (4e génération) et l'iPad Mini sont équipés d'un nouveau connecteur appelé Lightning, remplaçant le connecteur dock 30 broches introduit en 2003 sur l'iPod classic (3e génération). Le connecteur est composé de huit broches et toute la connexion est numérique. Ce nouveau connecteur est plus petit que le précédent, ce qui permet au smartphone d'être plus fin que ses prédécesseurs. Il possède des broches de chaque côté de la fiche, permettant d'être réversible. Divers accessoires sont disponibles pour convertir le connecteur avec l'ancien connecteur dock 30 broches ou en USB, mais ces anciens accessoires ne fonctionnent pas, car les types de connexion ne sont pas disponibles, en particulier la sortie vidéo et la fonction iPod Out pour les voitures BMW,.
Des écouteurs appelés EarPods sont inclus avec le smartphone. Ils remplacent les écouteurs qui sont inclus avec les iPhone et iPods de la précédente génération. Selon les spécialistes de la technologie, la nouvelle conception des écouteurs vise à améliorer la qualité du son en permettant à l'air d'entrer et de sortir plus librement. Apple affirme que la nouvelle conception de ses écouteurs permettent de « rivaliser avec les écouteurs haut de gamme qui coûtent des centaines de dollars de plus ». Les critiques de Gizmodo et TechRadar indiquent que les écouteurs redessinés ont un meilleur son que leur prédécesseur tandis que d'autres estiment que la qualité du son est médiocre.

### Processeur et mémoire

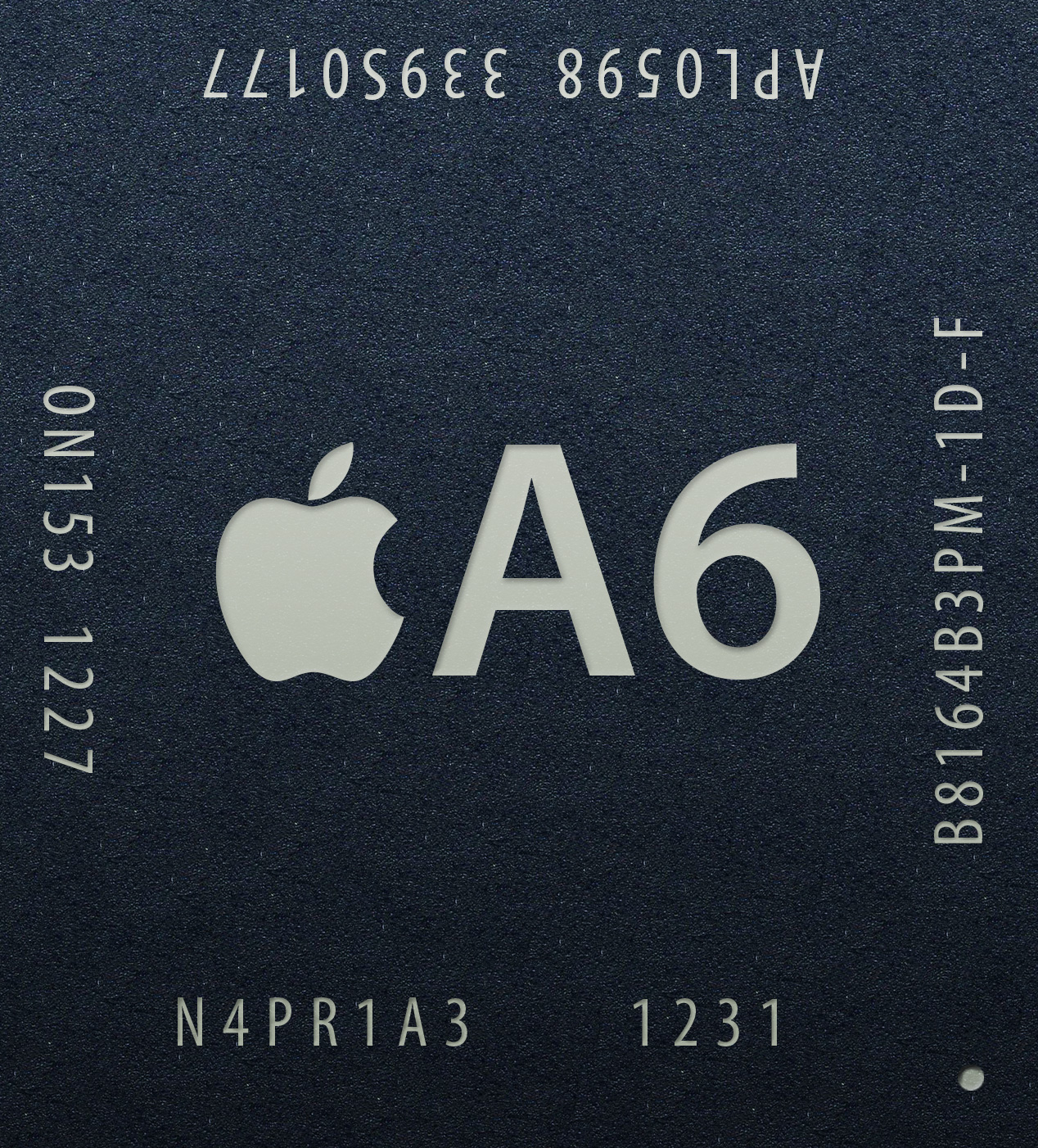
Vue de la puce Apple A6 qui est plus petite que la puce Apple A5 et consomme moins de batterie.

Il est doté de la puce Apple A6. La puce est composée d'un processeur bicœur de 1,3 GHz et d'un processeur graphique PowerVR SGX543MP4 multi-cœur de 266 MHz. La mémoire est doublée, passant de 512 Mo à 1 Go. Les capacités de stockage disponibles sont fixées à 16 Go, 32 Go ou 64 Go, comme son prédécesseur et les cartes SD ne sont pas prises en charge.
Selon des comparaisons effectuées, les performances graphiques sont deux fois plus rapides que son prédécesseur.

## Conception
Apple souligne avoir amélioré la qualité de la conception de l'iPhone 5 lors de sa conférence de presse. Le cadre utilisé dans les versions précédentes est redessiné pour utiliser un cadre en composite d'aluminium. Les iPhone 4 et iPhone 4S sont en acier car Jobs préfère ce métal qui « est beau lorsqu'il est usé ». Le smartphone est 18 % plus fin, 20 % plus léger et son volume global est inférieur à 12 % comparé à celui de son prédécesseur. La profondeur du téléphone est 7,6 mm. Lors de la conférence en septembre 2012, Apple affirme que c'est le smartphone le plus fin du monde, bien que cette affirmation soit contestée par un smartphone de la marque chinoise Oppo qui est plus fin et d'autres smartphones peuvent être considérés comme plus fins, selon l'endroit où l'épaisseur est mesurée. Le smartphone Oppo Finder mesure 6,65 mm à son point le plus fin et 7,1 mm à son point le plus épais, ce qui le rend globalement plus fin que l'iPhone.

## Logiciel

### iOS
L'iPhone 5 fonctionne avec iOS, le système d'exploitation d'Apple. L'interface est basée sur le concept de manipulation immédiate, en utilisant de multiples gestes simples. Les éléments de contrôle de l'interface se composent de curseurs, d'interrupteurs et de boutons. La réactivité est immédiate et offre une interface fluide. Les accéléromètres internes sont utilisés par certaines applications pour réagir aux secousses de l'appareil (par exemple, la fonction d'annulation) ou à sa rotation en trois dimensions (une rotation courante est le passage entre le mode portrait et le mode paysage).
Il est fourni avec iOS 6, sorti le 19 septembre 2012. De nombreuses fonctionnalités ne sont pas disponibles selon les pays. Apple déclare qu'il s'agit d'un programme continu, dont la mise en œuvre prend plus de temps dans certains pays. Il peut agir comme un point d'accès sans fil (hotspot), en partageant sa connexion internet via Wi-Fi, Bluetooth ou USB et permet d'accéder également à l'App Store, une plateforme de téléchargement d'applications numériques pour iOS développée et maintenue par Apple.
Il peut diffuser de la musique, des films, des émissions de télévision, des livres numériques, des livres audio et des podcasts et peut trier sa médiathèque par chansons, artistes, albums, vidéos, listes de lecture, genres, compositeurs, podcasts, livres audio et compilations. Les options sont présentées par ordre alphabétique, sauf dans les listes de lecture, qui conservent leur ordre d'iTunes. Comme sur l'iPhone 4S, le volume peut être modifié avec les écouteurs, et la fonction de contrôle vocal peut être utilisée pour identifier une piste, jouer des chansons dans une liste de lecture ou par un artiste spécifique, ou créer une liste de lecture.
De nombreuses nouvelles fonctionnalités apparaissent sous iOS 6 et propose de nouvelles mises à jour sur Apple Plans et Passbook. L'application Plans remplace la carte interactive Maps lancé par Google. Mais l'application d'Apple est détournée par certains utilisateurs car il manque des fonctionnalités déjà présentes sur celle de Google. Plans utilise le nouveau moteur vectoriel d'Apple qui supprime le décalage, permettant de zoomer plus facilement, la navigation virage par virage présentée à l'utilisateur sous forme d'instructions vocales, une vue en 3D de certaines villes et le trafic en temps réel. Grâce à sa mise à jour, Passbook est capable de conserver des documents tels que les cartes d'embarquement, les Places de spectacle, les coupons et les cartes de fidélité et peut également faciliter le payement par carte bleue. L'application peut envoyer une notification à l'utilisateur lorsque celui-ci possède la carte de fidélité et qu'il est proche d'un magasin.
Facebook est intégré dans les applications natives d'Apple et les événements sont synchronisés avec l’application Calendrier,.
De nouveaux paramètres de confidentialité sont disponibles pour l'utilisateur. En plus des services de localisation, de nouvelles fonctionnalités sont ajoutés à iOS telles que les photos, les contacts, le calendrier, les notes, la fonction Bluetooth, Twitter, Facebook, Sina Weibo.
iOS 6 possède un limiteur de publicité dans le menu des paramètres généraux afin de donner aux utilisateurs la possibilité d'empêcher la publicité ciblée. Le système d'identification publicitaire d'Apple remplace la norme UDID (Unique Device Identification) existante de l'entreprise. Les régies publicitaires qui n'utilisent pas encore la norme d'identification des appareils Apple ne sont pas concernés, même si la firme exige cette norme à l'avenir.
La dernière version d'iOS disponible sur cet iPhone 5 est iOS 10.3.4.

### Siri
Tout comme son prédécesseur, l'iPhone 5 possède Siri, qui permet à l'utilisateur de faire fonctionner le smartphone par commandes vocales. Le logiciel est amélioré sur iOS 6 pour inclure la possibilité de faire des réservations au restaurant, de lancer des applications, de signaler les mises à jour Facebook ou Twitter, de consulter les critiques de films et des informations sportives détaillées.
Sur le téléphone, l'envoi de SMS est facilité par l'assistant vocal, grâce au speech-to-text. En plus des messages ordinaires, la messagerie est prise en charge par iMessage, un service de messagerie instantanée, spécialisée. Ce programme permet d'inclure des médias dans les messages texte, de les intégrer à Siri et de lire les messages reçus. Les messages peuvent être envoyés via le clavier virtuel du smartphone ou depuis la fonction microphone située sur le clavier. Le texte saisi est pris en charge par un logiciel de prédiction et de suggestion ainsi que par un correcteur orthographique, qui comprend de nombreuses langues.

## Fabrication

### Coût
Le coût de fabrication (c'est-à-dire le coût des composants et de l'assemblage, hors coûts de recherche et développement, de marketing et de distribution) de la version 16 Go de l'iPhone 5 est estimé à 207 $, soit 19 $ de plus que son prédécesseur. Le dispositif pour la 4G LTE coûte à lui seul 34 $, soit 10 $ de plus que le dispositif cellulaire de l'iPhone 4S. De même, l'écran coûte 44 $, soit 7 $ de plus que son prédécesseur. Le site Mashable note que les marges dégagées par Apple sont « énormes », le prix de vente à l'unité étant généralement de 649 $.
Après l'annonce du produit, un manque d'approvisionnement est évident. Cela est dû à une pénurie de composants tels que l'écran. Des rapports sont publiés, indiquant que l'entreprise Sharp n'a pas pu livrer l'écran avant le lancement de l'iPhone 5, et d'autres fabricants indiquent qu'il est difficile de répondre à la demande. En conséquence, le nombre de précommandes augmente en fonction de la disponibilité des stocks dans les magasins, et les dates de livraison des précommandes sont reportées après la date de lancement initiale du produit.

### Impact écologique
L’association française Les Amis de la Terre déplore la nouvelle connectique qui favorise l'obsolescence programmée,. Par ailleurs, les émissions de gaz à effet de serre liées à l’ensemble du cycle de vie de l'iPhone 5 sont évaluées à 75 kg, alors que celles du modèle précédent sont évaluées à 55 kg, soit une augmentation de 36 %.

### Grève des inspecteurs du contrôle de la qualité
China Labor Watch, une ONG basée dans l'État de New York, rapporte que trois à quatre mille employés de Foxconn, l'usine de production de l'iPhone 5 à Zhengzhou, cessent de travailler le 5 octobre 2012. Les grèves surviennent après qu'Apple instaure une norme qualité plus stricte sur ses produits, qui comprend une restriction de 0,02 mm sur les renfoncements pendant la production, et impose des exigences relatives aux rayures sur les cadres et les coques arrière. Les grèves sont également attribuées au fait que l'employeur force les employés à travailler un jour férié. Selon le rapport, la formation est inadaptée aux exigences de qualité attendues et conduit les employés à fabriquer des produits qui ne répondent pas aux normes. Lors de la grève, les conflits entre les inspecteurs du contrôle de la qualité et les employés donnent lieu à des bagarres. China Labor Watch affirme que les préoccupations soulevées par les inspecteurs ne sont pas prises en compte par la direction de l'usine. Les porte-parole de l'usine de production admettent qu'il existe un problème de micro-gestion, mais déclarent que seuls 300 à 400 travailleurs sont absents et que les conflits n'influencent pas les processus de production. En novembre 2012, le président de la Foxconn, Terry Gou, déclare que le retard de la production est dû à des difficultés d'assemblage non révélées.

## Réception

### Critiques
Les critiques sont positives d'après des testeurs et des utilisateurs. Tim Stevens du site Engadget, fait l'éloge du smartphone pour son écran haute résolution dépassant celui de l'iPhone 4, qu'il considère comme l'un des meilleurs écrans de téléphone existant sur le marché. Stevens critique le nouveau connecteur, qui est incompatible avec les appareils qui utilisent l'ancien connecteur, bien que le LA Times rapporte qu'il s'agit d'un changement nécessaire pour rendre l'appareil plus fin que ses prédécesseurs. Engadget reconnait qu'Apple rempli la plupart des promesses énoncées sur son site web, telles que « une meilleure performance de la batterie », « deux fois plus rapide », « un graphisme deux fois plus puissant ». David Pogue du New York Times considère que l'écran de 4 pouces est un « changement agréable mais qui ne change pas la vie » et fait l'éloge du connecteur lightning pour sa taille, sa robustesse et sa réversibilité, tout en notant son manque de support pour les accessoires plus anciens, en remarquant que « Apple a une longue histoire d'élimination des technologies, de façon incommode et coûteuse, que le public en est venu à aimer ». Le chroniqueur spécialisé en technologie Ed Baig de USA Today est impressionné qu'Apple réponde aux attentes du public pour l'iPhone 5 dans un marché concurrentiel. Une étude d'iFixit basée sur la capacité de réparation montre que le smartphone est plus facile à démonter et à réparer que son prédécesseur.
Wired rapporte que la conception de l'iPhone 5, repris dans les iPhone 5S et la première génération d'iPhone SE, est considérée comme « la pièce maîtresse de la conception des téléphones Apple et une référence pour les téléphones en général » alors que la conception de l'iPhone 6 qui lui succède est moins acclamé par la critique car « il semblait un peu raté, comme si vous teniez un savon à 650 dollars ». Wired décrit le smartphone comme « une élégance qui trouve ses racines dans la façon dont l'aluminium et le verre fonctionnent ensemble ». Il semble épuré, mais substantiel, ce qui est différent de l'iPhone 6, qui semble solide uniquement par sa taille. De plus, contrairement aux coins arrondis omniprésents sur l'iPhone 6, le smartphone ne ressemble pas vraiment aux autres appareils disponibles sur le marché à l'époque. Toutefois, sa conception ne convient pas à la mise à l'échelle, contrairement aux successeurs qui pourrait mieux s'adapter la tendance croissante des consommateurs avec des écrans plus grands, engendrant les modèles phablette.
La nouvelle application Plans qui remplace Google Maps dans iOS 6 est sujet à de nombreuses critiques. Des erreurs sont signalées telles que le mauvais positionnement des points de repères, l'orientation des utilisateurs vers des lieux incorrects et des images satellites de mauvaise qualité,. Neuf jours après la sortie de Plans, Apple publie une déclaration, s'excusant de la frustration qu'elle cause aux utilisateurs et leur recommande d'essayer d'autres services de cartographie.

### Problèmes et controverses

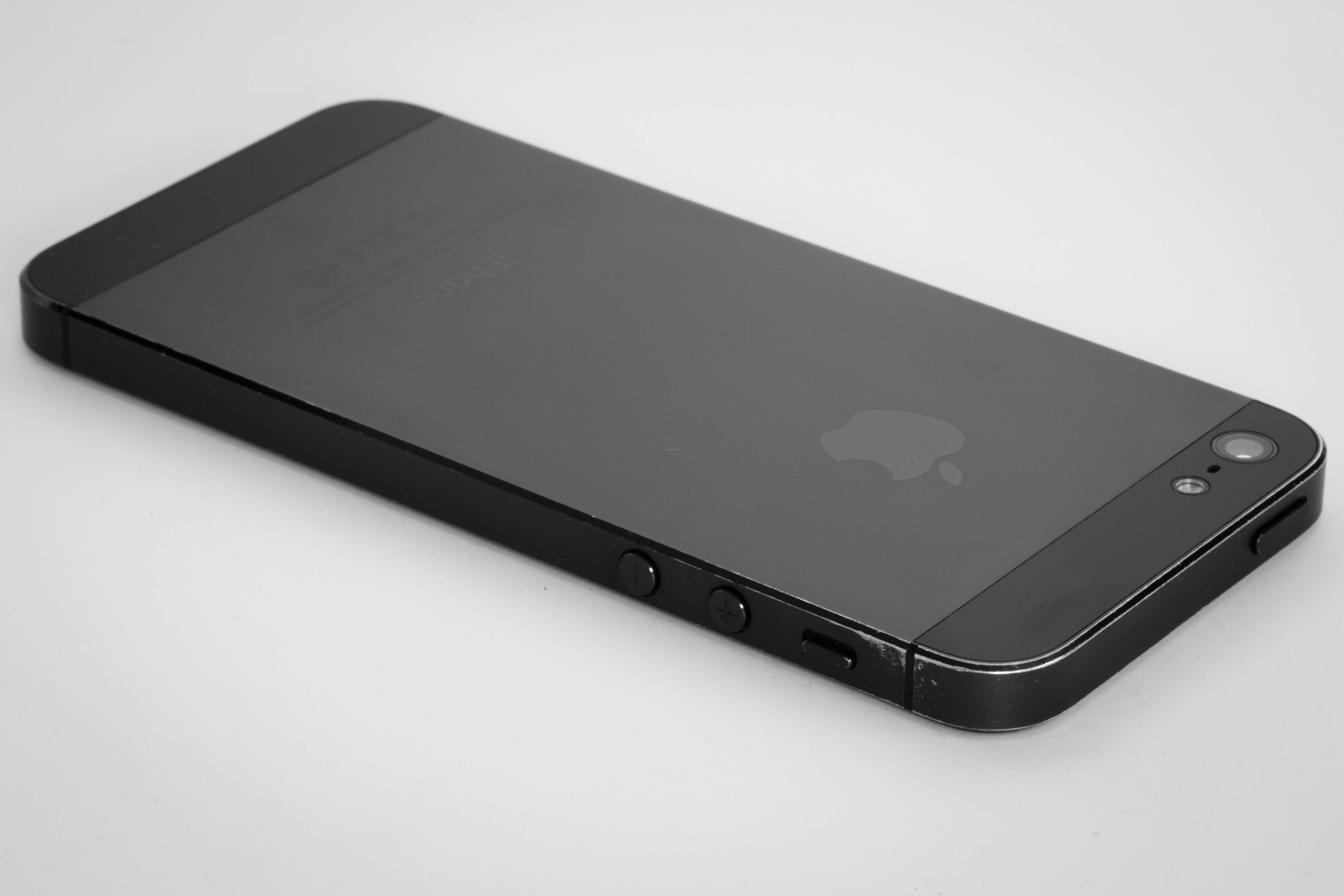
Vue de la coque arrière du smartphone éraflé.

Selon certaines informations, le boîtier du smartphone s'érafle, exposant l'aluminium brillant qui se trouve en dessous. La réponse de la direction d'Apple aux courriels d'un client concerné résume qu'il est normal que l'aluminium s'abîme,. De nombreux internautes et journalistes reprennent le nom « scuffgate », qui signifie éraflure, en référence à « antennagate », le problème d'antenne qui a affecté l'iPhone 4.
Certains utilisateurs signalent sur Internet que le modèle blanc laisse passer la lumière derrière l'écran, bien que le problème ne soit pas propre au smartphone, car il touche également d'autres appareils Apple.
Le 28 avril 2014, Apple lance un appel aux utilisateurs, en dehors de la garantie, pour remplacer gratuitement les boutons d'alimentation défectueux des modèles d'iPhone 5 fabriqués avant mars 2013.
Le 23 août 2014, Apple annonce un programme de remplacement des batteries des modèles d'iPhone 5 qui ont une durée de vie plus courte ou doivent être rechargée plus fréquemment et qui sont vendus entre septembre 2012 et janvier 2013.
Un procès est lancé contre la firme américaine, par la Cour supérieure du Québec, en 2019. Apple manque à ses obligations d'informer les utilisateurs que la nouvelle mise à jour fait ralentir le téléphone et que ces derniers ont une durée de vie limitée.

### Litiges
À la suite de la sortie de l'iPhone 5, Samsung déclare engager des poursuites contre Apple pour violation de ses brevets. Le procès débute en 2014. Dans une déclaration, Samsung affirme qu'elle n'a « guère d'autre choix que de prendre les mesures nécessaires pour protéger nos innovations et nos droits de propriété intellectuelle ». Le litige entre les deux parties concernant la contrefaçon de brevet a fait l'objet de plusieurs procès dans le monde entier. Le procès se termine sept ans plus tard et Samsung reverse 120 millions $ à la firme américaine.

### Accueil commercial
Techcrunch rapporte que l'iPhone 5 s'est vendu vingt fois plus vite que les modèles précédents. Apple déclare qu'ils sont époustouflés par la réaction des clients. Phil Schiller, vice-président marketing d'Apple, déclare que plus de deux millions de commandes sont reçues les premières minuit. AT&T affirme que c'est l'iPhone le plus vendu que la firme propose, avec plus de cinq millions d'unités lors du week-end de lancement et dépasse l'offre disponible,. La sortie et la vente de l'iPhone 5 ralentissent la croissance d'Android, selon les rapports publiés par Kantar Worldpanel ComTech. Durant les deux premières semaines suivant la sortie, il représente plus de 20 % des téléphones vendus pendant cette période.
L'économiste de J.P. Morgan, Michael Feroli, estime que « les ventes de l'iPhone 5 peuvent stimuler la croissance du PIB américain de 3,2 milliards de dollars, soit 12,8 milliards de dollars annuel ». Peu après l'annonce du smartphone et avant son lancement, le cours de l'action Apple atteint un niveau record de 705,07 dollars, mais en trois mois, il tombe à 507,48 dollars,. Selon l'analyse d'Eric Savitz, la baisse des actions d'Apple et les pertes qui en résultent ne sont pas en lien avec la nouvelle application Plans, mais déçoivent les investisseurs. Il indique que la cause principale est que les ventes prévues de matériel informatique n'atteignent que cinq millions, alors que les prévisions annoncent jusqu'à deux fois plus.